# 1988年ソウルオリンピックのインドネシア選手団
1988年ソウルオリンピックのインドネシア選手団（1988ねんソウルオリンピックのインドネシアせんしゅだん）は、1988年9月17日から10月2日にかけて韓国のソウルで開催された1988年ソウルオリンピックのインドネシア選手団、およびその競技結果。

## 概要
今大会は銀メダル1個を獲得した。
アーチェリー女子団体でリリー・ハンダヤニ、ナフィトリヤナ・サイマン、クスマ・ワドハニが銀メダルを獲得し、インドネシアにオリンピック初めてのメダルをもたらした。

## メダル
| メダル | 選手名                                                       | 競技         | 種目     |
| ------ | ------------------------------------------------------------ | ------------ | -------- |
| 銀     | リリー・ハンダヤニ ナフィトリヤナ・サイマン クスマ・ワドハニ | アーチェリー | 女子団体 |